# کوینتو ویچنتینو
کوینتو ویچنتینو (به ایتالیایی: Quinto Vicentino) یک کومونه در ایتالیا است که در استان ویچنزا واقع شده‌است. کوینتو ویچنتینو ۱۷ کیلومتر مربع مساحت و ۵٬۳۸۳ نفر جمعیت دارد.